# 靜岡市內線
靜岡市內線（日语：／）是一條曾經連接靜岡縣靜岡市（現時：靜岡市葵區）靜岡站前至安西之間，由靜岡鐵道（靜鐵）營運的路面電車。
原本該鐵路為靜岡清水線的一部分。在1922年，靜岡站前至鷹匠町（現時：新靜岡）之間開業。後來延伸數次，直至1929年，靜岡站前至安西之間全線開通。曾經設有從安西經鷹匠町後駛入靜岡清水線，隨後在清水相生町（即現時的新清水）轉入清水市內線，最後駛往港橋的系統，以及行走靜岡站前至鷹匠町之間的系統。在靜鐵成立後，現時靜岡清水線的區間之鐵路類別變為地方鐵道。在翌年分離前，此線、靜岡清水線和清水市內線總稱為「靜岡線」。此路線最後在1962年廢除。

## 路線數據
※資料截至路線廢除前一刻。
- 路線距離：2.0公里
- 軌距：1067毫米
- 電氣化區間：全線（直流600伏特）

## 歷史
- 1922年（大正11年）6月28日：為了連接東海道線靜岡站和鷹匠町站之間，靜岡電氣鐵道開設鐵路線[2]。
- 1925年（大正14年）8月5日：鷹匠町至中町之間開業[2]。
- 1926年（昭和元年）12月29日：吳服町至安西之間開業[2]。
- 1929年（昭和4年）4月1日：中町至吳服町之間開通，全線開通[2]。
- 1943年（昭和18年）5月15日：靜岡電氣鐵道、藤相鐵道和中遠鐵道等公司於戰時合併為靜岡鐵道[2]。
- 1945年（昭和20年）12月1日：靜岡清水線的鐵路管轄法改變為地方鐵道法（日语：地方鉄道法），在法規上分離。
- 1946年（昭和21年）3月21日：吳服町至安西之間暫停營運。
- 1946年（昭和21年）12月27日：與靜岡清水線分離運輸系統。靜岡市內線只行走於靜岡駅站至吳服町之間。
- 1949年（昭和24年）7月10日：吳服町站至安西站間之重開。
- 1962年（昭和37年）9月15日：全線廢除[2]。

## 車站列表
靜岡站前站 –  新靜岡站 –  縣廳前站 –  中町站 –  吳服町站 –  金座町站 –  茶町站 –  安西站

## 接續路線
- 靜岡站前站：國鐵東海道本線（靜岡站）
- 新靜岡站：靜岡鐵道靜岡清水線

## 車輛
※截至廢除一刻
- MoHa51 - 53 : 在1925年由日本車輛製造，從清水市內線轉往此線服役。
- MoHa55 - 59 : 在1929年由日本車輛製造，舊編號為MoHa70 - 74，從四輪兩軸改裝為轉向架車。

51 - 53在靜岡市內線廢除時，把車身轉售給私人和幼稚園。55 - 59轉往清水市內線服役。當中56、57兩架電車在該線廢線一刻還在服役。

## 注腳
1. ↑  和久田康雄《日本之市內電車 -1895-1945-》成山堂書店，2009年，185-189頁。
2. 1 2 3 4 5 6  今尾惠介監修《日本鐵道旅行地圖帳 7號 東海》新潮社 31頁